# 8633 Keisukenagao
8633 Keisukenagao eller 1981 FC1 är en asteroid i huvudbältet som upptäcktes den 16 mars 1981 av den amerikanska astronomen Schelte J. Bus vid Siding Spring-observatoriet. Den är uppkallad efter Keisuke Nagao.
Asteroiden har en diameter på ungefär 8 kilometer.